# الرد على القائلين بوحدة الوجود
الرد على القائلين بوحدة الوجود كتاب من تأليف الملا علي القاري، رد فيه المؤلف على القائلين بوحدة الوجود، وذكر مذهبهم، ورد العلماء عليهم، وذكر أبرز أعلامهم حيث ذكر منهم ابن عربي والحلاج وابن سبعين وغيرهم.

## وحدة الوجود
عرَّف الكتاب وحدة الوجود بأنها: مذهب طائفة من الناس يقولون أن الله حل في كل شيء وموجود في كل مكان، وأن كل ما في هذا الكون هو الله، وهم يصححون جميع الأديان وعبادة الأوثان ولا يحرمون شيئا.